# ジャパンライン
ジャパンラインは、かつて存在した日本の海運会社である。略称はジライン。

## 概要
1964年（昭和39年）の海運集約により、日東商船と大同海運が合併して誕生した海運会社。1989年に山下新日本汽船に吸収合併されナビックスラインになり、ナビックスラインも1999年には大阪商船三井船舶と合併して商船三井になった。

## 海運集約
昭和30年代半ば、日本の外航海運業界は、いわゆる海運不況と言われる未曾有の不況に見舞われ、経営難の海運会社が続出していた。このため、海運業再建のためには合併やグループ化などの再編成が不可欠との認識が高まり、1963年（昭和38年）6月、「海運業の再建整備に関する臨時措置法（海運業整備臨時措置法）」と「外航船舶建造融資利子補給及び損失補償法（外航船舶建造融資利子補給法）及び日本開発銀行に関する外航船舶建造融資利子補給臨時措置法（開銀利子補給法）の一部を改正する法律」という2つの法案が成立した。いわゆる「海運二法」である。この法律によって、日本国内に約150社あった外航海運会社のうち、95社がこの法律に基づく海運集約に参加した。
海運二法が発効した1964年（昭和39年）4月には、日本郵船（旧日本郵船と三菱海運が合併）、大阪商船三井船舶（大阪商船と三井船舶が合併）、川崎汽船（旧川崎汽船と飯野汽船が合併）、ジャパンライン（日東商船と大同海運が合併）、山下新日本汽船（山下汽船と新日本汽船が合併）、昭和海運（日産汽船と日本油槽船が合併）が合併会社として新発足し、業界は6つのグループに集約された。
この海運二法は、向こう5年間に限って
1. 過去の借金および金利を棚上げする。
2. 船舶の建造資金の8-9割は13年の返済（最初の3年間は据え置き）で国家資金を貸し出す
3. 金利は3％になるように利子補給する
4. 市中銀行から借り入れる分については6％になるよう利子補給する。

という手厚い国家補助を行うものだった。

## リンク
- ジャパンラインOB鈴木恕によるジャパンライン保有船舶の写真[リンク切れ]